# Бег по шоссе

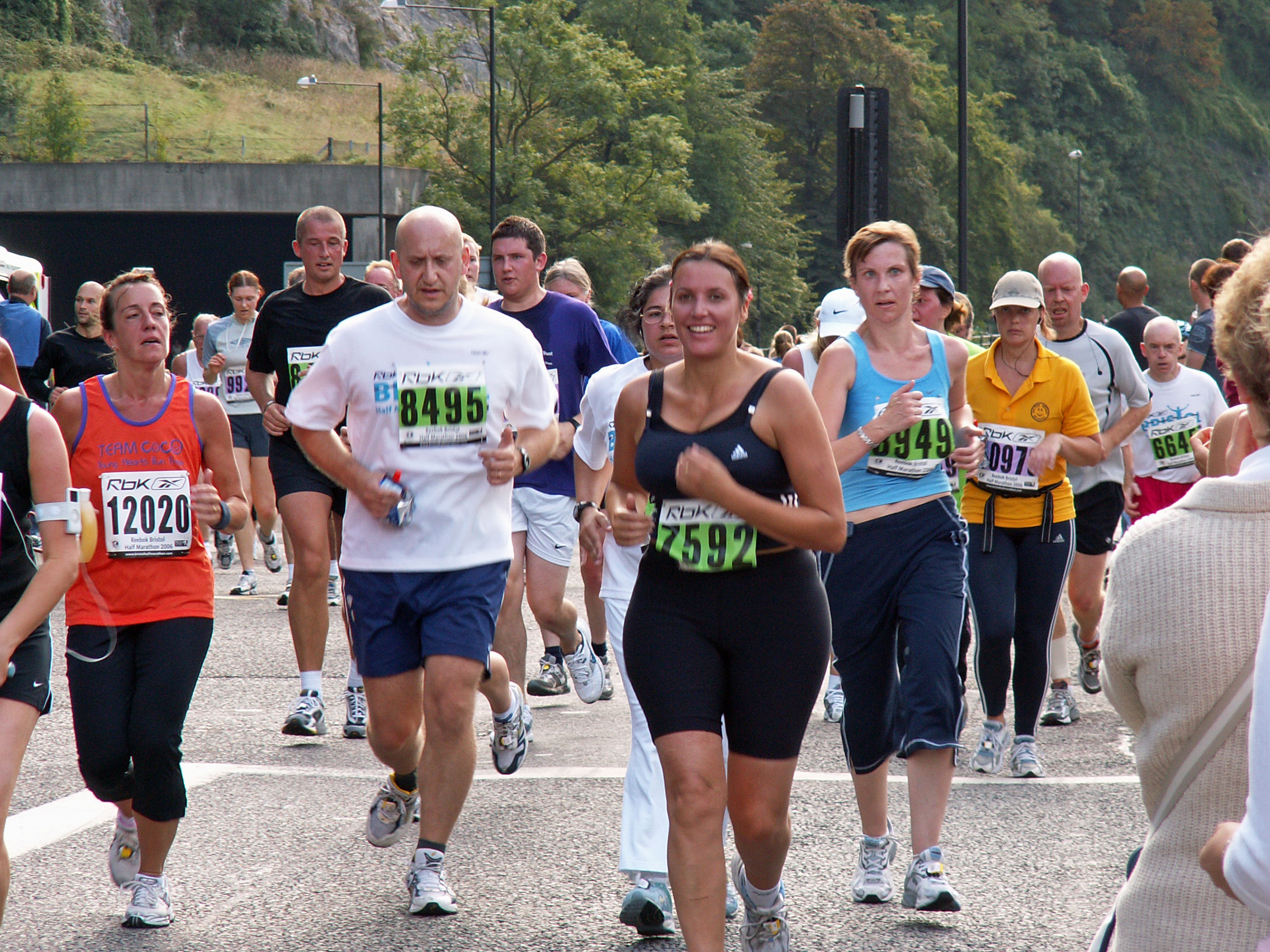
Бегуны на Бристольском полумарафоне

Бег по шоссе́, или пробе́г — дисциплина лёгкой атлетики, бег по дороге с твёрдым покрытием. Наиболее известный пробег — марафон является олимпийским видом спорта.
Пробеги в основном проводятся на асфальтовом покрытии по улицам города, а также между населёнными пунктами. Обычно дистанция составляет от 10 км до марафонских 42,195 км. Также есть множество пробегов на меньшие расстояния, например, «Карлсбадский пробег» на 5 км.
Пробеги притягивают огромное внимание любителей здорового образа жизни, бегунов-любителей и профессиональных стайеров и марафонцев. Известные марафонские забеги, как правило, — массовые. В таких марафонах, как «Берлинский» или «Нью-Йоркский», участвуют свыше 40 000 человек.
Забеги на расстояние, превышающие 42 195 метров, относятся к сверхмарафонским дистанциям. Наиболее известный и тяжёлый пробег в мире — сверхмарафон в Долине Смерти «Бэдуотер».
Существуют традиционные пробеги, посвящённые какому-либо событию. Некоторые пробеги имеют более чем столетнюю историю.
Старейшим традиционным пробегом мира является Buffalo Turkey Trot - ежегодный забег на 8 км (4,97 мили), который проводится в Буффало, штат Нью-Йорк, каждый День благодарения. Проводится с 26 ноября 1896 г.
Старейшим традиционным пробегом Европы является Пробег Лондон — Брайтон (54 мили 198 ярдов/87,085 км). Пробег проводился как минимум с начала XIX века, и регулярно — с 1899 года. Прекращён после 2005 года из-за технических сложностей. В 2010 году возобновлён в новой форме. Сперва был трейл 56 миль от Лондона до набережной Брайтона. Затем, с 2011 года, ежегодно организуется смешанный пробег шоссе/трейл 100 км от Ричмонда в Западном Лондоне до ипподрома Брайтона.
Старейшим традиционным пробегом России является пробег Пушкин — Петербург. Проводится с 14 октября 1923 г.